# China Auto Manufacturers

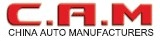

Die China Auto Manufacture Co. (Pty.) Ltd., kurz C.A.M., CAM und in südafrikanischen Medien auch China Africa Motors, war ein am 26. Oktober 2006 gegründeter Kraftfahrzeughersteller mit Unternehmenssitz in Springs, Südafrika.
2012 wurde der Markenname CAM aufgegeben. Im November 2012 wurde das Unternehmen von der Beijing Automotive Group übernommen und in die Beijing Automobile Works South Africa überführt.

## Modelle
CAM berichtete am 5. Juli 2007, dass der Kleinbus Inyathi im Angebot stehe.
Ab 3. Februar 2009 wurden zusätzlich die Pick-ups Leo und Rhino mit Einzel- und Doppelkabine genannt.
Ab 26. Juli 2009 fehlte der Rhino auf der Internetseite.
Die letzte gespeicherte Seite im Internetarchiv vom 1. September 2012 listete weiterhin Inyathi und Leo.